# Basket
Basket – czterokołowy, lekki pojazd konny o nadwoziu otwartym, wykonanym częściowo z wikliny, w kształcie kosza. Pojazdy tego typu produkowane były w Wielkiej Brytanii od ok. 1870.